# Waldlaubersheim
Waldlaubersheim ist eine Ortsgemeinde im Landkreis Bad Kreuznach in Rheinland-Pfalz. Sie gehört der Verbandsgemeinde Langenlonsheim-Stromberg an.

## Geographie

### Lage
Der Ort liegt auf der nordöstlichen Hochfläche des Hunsrücks der Nahe zu. Durch den Ort fließt der Hahnenbach, der in den Nahe-Zufluss Guldenbach mündet. Die Quelle des Hahnenbachs liegt oberhalb Waldalgesheims. Im Norden befindet sich der Waldalgesheimer Ortsteil Genheim, im Osten Rümmelsheim, im Süden Windesheim und westlich liegt Schweppenhausen. Rund 2 km² sind bewaldet, etwa 4,3 km² entfallen auf landwirtschaftliche Flächen (Stand 2013).
Zu Waldlaubersheim gehören auch die Wohnplätze Ackvas-Mühle, Lindenhof, Sonnenhof und Weincastell.

### Klima
Die mittlere Jahresdurchschnittstemperatur liegt bei 8,8 bis 9,0 °C. Die Niederschläge liegen im Jahresdurchschnitt bei 550 Liter je m². Davon entfallen auf das Winterhalbjahr 250 mm und auf die Monate Mai und Juni 160 mm.

## Geschichte

### Ortsgeschichte
Waldlaubersheim wurde im Jahr 767 im Lorscher Codex erstmals erwähnt. Während der Zeit der Stammesherzogtümer gehörte der Ort zum Herzogtum Franken und dort zum Nahegau. Verschiedene Grafengeschlechter waren danach Herren über den Ort, so die von Bolanden (Lehensverzeichnis um 1190). Um 1190 wurde auch die Martinskirche als Wehrkirche errichtet. 1615/1625 bis 1719 waren es durch Erbschaft die Degenfelder bis 1785, dann die von Nassau-Weilburg.
Im Jahr 1575 wurden 65 Rauchstätten oder Hausgesessene gezählt, im Jahr 1639 lebten 56 Familien im Ort.
Aufgrund der Besetzung des linksrheinischen Gebietes (1794) im Ersten Koalitionskrieg und der durch den Frieden von Campo Formio (1797) ausgelösten Inbesitznahme der Region gehörte Waldlaubersheim von 1798 an zur Französischen Republik und wurde dem Kanton Stromberg und dem Arrondissement Simmern im Rhein-Mosel-Departement unterstellt. Nach dem Ende der französischen Herrschaft im linksrheinischen Gebiet (1814) wurde die Region auf den Wiener Kongress (1815) dem Königreich Preußen zugeordnet. Unter der preußischen Verwaltung gehörte die Gemeinde Waldlaubersheim zur Bürgermeisterei Windesheim im neu errichteten Kreis Kreuznach des Regierungsbezirks Koblenz, der von 1822 an zur Rheinprovinz gehörte. Im Jahr 1817 lebten 562 Einwohner in Waldlaubersheim, zur Gemeinde gehörte die „Akvamühle“ (heute Ackvas-Mühle), 535 der Bewohner gehörten der lutherischen Konfession an, 22 dem jüdischen Glauben.
Bis zum Ersten Weltkrieg wird im Ort Bergbau betrieben, überwiegend wird Brauneisenstein und die Erzvorkommen abgebaut. Die spanische Grippe verlief glimpflich, lediglich 2 Männer starben an der Grippe.
Nach dem Ersten Weltkrieg fehlte es im ganzen Ort an Geld. Etliche geplante Projekte kamen wegen der Geldknappheit nicht zustande.
In der Zeit des Nationalsozialismus wurde außerhalb des Ortes (Lage) ein Schwimmbad zur Ertüchtigung der Jugend erbaut. Das Schwimmbad musste 20 Jahre später auf Grund von hohen Auflagen und fehlenden finanziellen Mitteln wieder schließen, wird aber weiterhin privat genutzt. Zusätzlich wurde ein Hitlerheim in der Ortsmitte errichtet und der Dorfplatz wurde nach dem Diktator benannt. Auch die Judenfeindlichkeit dieser Zeit zeigt sich im Ort. So wurde der Jude Hugo Marx, der damalige Metzgereibesitzer von Waldlaubersheim, enteignet, der darauffolgend in die Schweiz auswanderte.
Für den Zweiten Weltkrieg werden über 100 Bürgerinnen und Bürger für den Sanitäts- und Kriegsdienst eingezogen. 41 Männer aus Waldlaubersheim fallen im Krieg.
Nach dem Zweiten Weltkrieg wurde Waldlaubersheim innerhalb der französischen Besatzungszone Teil des damals neu gebildeten Landes Rheinland-Pfalz.
Anfang der 1960er Jahre begannen erstmals die Planungen zur Entlastung der B 9 durch eine Fernstraße B 400, die auf dem Gebiet von Waldlaubersheim verlaufen sollte.
Am 21. Dezember 1976 wurde die Autobahn, damals als A 14, am Teilstück zwischen Dietersheim und Stromberg, an dem auch Waldlaubersheim liegt, eröffnet.
Durch die Autobahn pendelten immer Menschen in das nun schneller zu erreichende Rhein-Main Gebiet, zusätzlich wurden die Arbeitsplätze in der Landwirtschaft geringer, sodass in den 1980er Jahren die Planungen zu einem Gewerbepark vor Ort begonnen. Besonders die umliegenden Gemeinden machten zum Widerstand gegen das geplante Gewerbegebiet mobil. Trotz starker Kritik hielt man an den Plänen fest, sodass sich 2001 das 1. Unternehmen im Gewerbepark ansiedeln konnte.

### Bevölkerungsentwicklung
Die Einwohnerzahl zeigt sich bis Mitte des 20. Jahrhunderts stagnierend. Im 19. Jahrhundert stehen hohe Geburtenzahlen gegenüber vielen Auswanderungen in Richtung Nord- und Südamerika, sodass die Einwohnerzahl im Ort auf einem konstanten Level bleibt. In den beiden Weltkriegen knickt die Einwohnerzahl ein. Nach der Fertigstellung der Autobahn, Anfang der 1970er Jahre wurde nun ebenfalls das Gebiet östlich des Hahnenbachs besiedelt und der Ort konnte auf Grund der Autobahnanbindung seine Einwohnerzahl merklich steigern.
Die Entwicklung der Einwohnerzahl von Waldlaubersheim, die Werte von 1871 bis 1987 beruhen auf Volkszählungen:
| Jahr | Einwohner |
| ---- | --------- |
| 1808 | 496       |
| 1815 | 562       |
| 1835 | 607       |
| 1848 | 610       |
| 1864 | 605       |
| 1871 | 603       |

| Jahr | Einwohner |
| ---- | --------- |
| 1905 | 548       |
| 1939 | 485       |
| 1950 | 620       |
| 1961 | 578       |
| 1966 | 588       |
| 1970 | 562       |

| Jahr | Einwohner |
| ---- | --------- |
| 1978 | 688       |
| 1987 | 743       |
| 1997 | 833       |
| 2005 | 809       |
| 2017 | 801       |
| 2022 | 819       |

## Politik

### Gemeinderat
Der Gemeinderat in Waldlaubersheim besteht aus zwölf Ratsmitgliedern, die bei der Kommunalwahl am 9. Juni 2024 in einer personalisierten Verhältniswahl gewählt wurden, und dem ehrenamtlichen Ortsbürgermeister als Vorsitzendem.
Die Sitzverteilung im Gemeinderat:
| Wahl | SPD | WGS | WGT | Gesamt   |
| ---- | --- | --- | --- | -------- |
| 2024 | 4   | 8   | –   | 12 Sitze |
| 2019 | 5   | 7   | –   | 12 Sitze |
| 2014 | 4   | 5   | 3   | 12 Sitze |
| 2009 | 5   | 4   | 3   | 12 Sitze |
| 2004 | 5   | 3   | 4   | 12 Sitze |

- WGS = Wählergruppe Strauß
- WGT = Wählergruppe Theis

### Bürgermeister
Ortsbürgermeister ist Torsten Strauß (WGS). Bei der Kommunalwahl am 9. Juni 2024 wurde er mit einem Stimmenanteil von 68,0 % gewählt, bei der er als einziger Kandidat kandidiert hatte.
Es ist seine 2. Amtszeit.

#### Amtsinhaber seit 1945

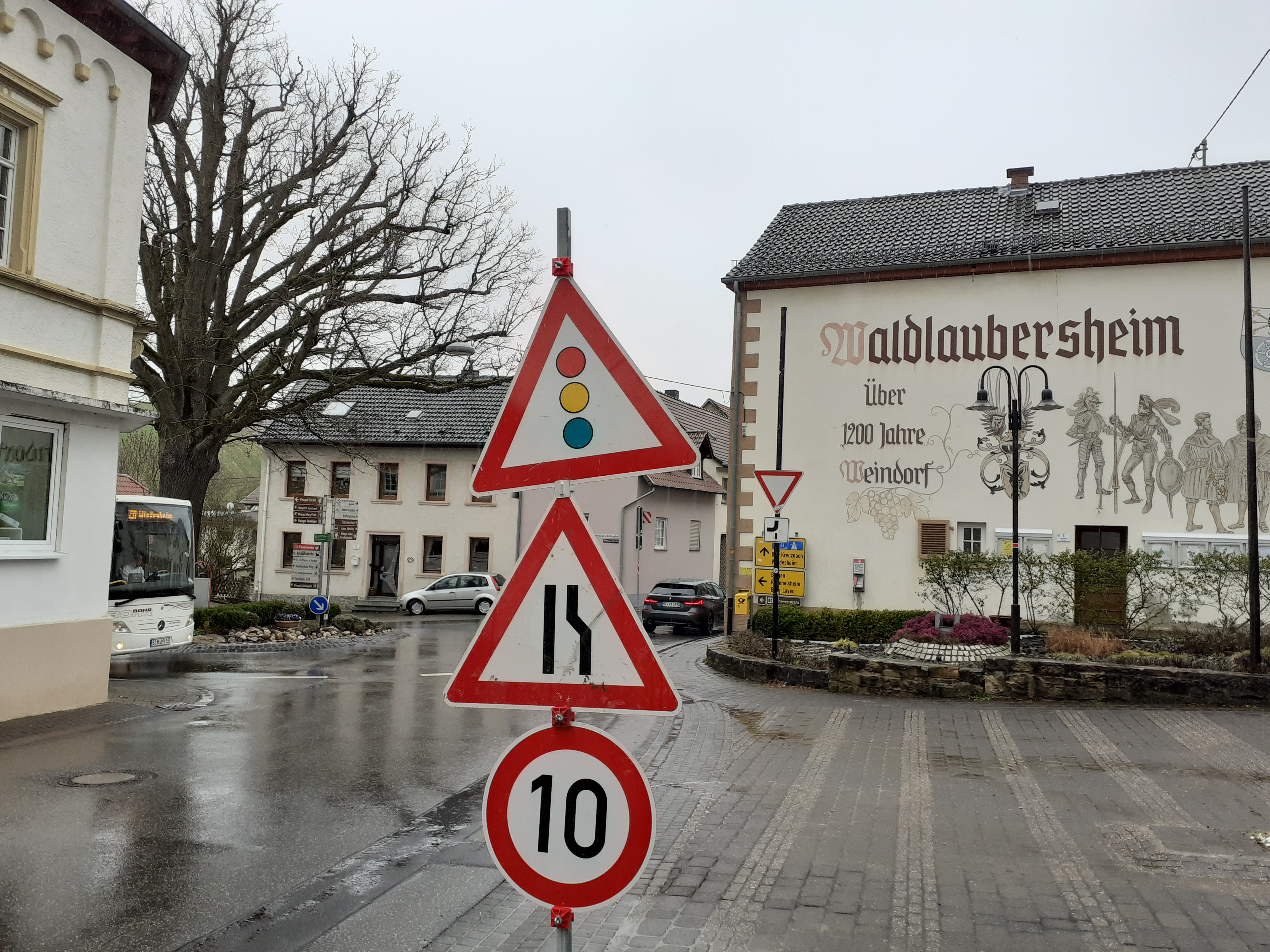
Blick auf die Waldlaubersheimer Ortsmitte, mit dem Rathaus auf der rechten Seite

Folgende Personen waren nach Ende des Zweiten Weltkriegs Bürgermeister von Waldlaubersheim:
- Eugen Schmitz, 1945–1946
- Jakob Lorenz, 1946–1951
- Nikolaus Paulus, 1951–1957
- Hans Ackermann, 1957–1968
- Heinz Reimann, 1968–1989
- Hans Bäder, 1989–1994
- Gerd Strauß, 1994–2004
- Rainer Schmitt, 2004–2014
- Volker Müller-Späth, 2014–2019

### Haushalt
Waldlaubersheim hatte besonders am Anfang der 2000er Jahre durch die Schaffung des Gewerbegebietes hohe Schulden. Dabei entstanden Kosten im mittleren Millionenbereich, zu den Gläubigern gehörte überwiegend die öffentliche Hand. Dadurch war die Bilanz durch hohe Verbindlichkeiten geprägt. Bis 2021 wurde ein Großteil der Kredite beglichen und der Fonds liquide Mittel steigt seitdem kontinuierlich. Zu den Einnahmequellen im selben Jahr gehörte zu 53 % die Gewerbesteuer, zu 14 % ein Anteil der Einkommenssteuer, zu 12 % öffentliche Zuwendungen, zu 7 % Grundsteuer und der Rest entfallen auf andere Aktivitäten. Waldlaubersheim hat eine hohen Gewerbesteueranteil, daher zahlt auch die Gemeinde innerhalb der Verbandsgemeinde die höchste Gewerbeumlage.

### Hoheitssymbole

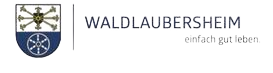
Das Logo der Gemeinde Waldlaubersheim

Die Gemeinde Waldlaubersheim führt ein Logo sowie eine Hiss- und eine Bannerflagge. Ferner verwendet das Dorf ein Wappen. Das Wappen verweist auf ehemalige Herrschaften. Das Herzschild mit goldenen Glevenrad erinnert an die Herren von Schönenburg, das silberne Rad an die Ritter von Bolanden.

### Gemeindepartnerschaft
Waldlaubersheim unterhält eine Partnerschaft mit der Gemeinde Saint-Jean-de-Liversay bei La Rochelle in Frankreich.

## Religionen
Nach den Ergebnissen des Zensus 2011 gehörten 37,0 % Einwohner der evangelischen Kirche an, 23,6 % Einwohner waren katholisch und 39,4 % hatten keine oder eine sonstige Konfessionszugehörigkeit.
Waldlaubersheim ist früh protestantisch geprägt, da es Teil der Vorderen Grafschaft Sponheim war und durch den Wechsel der Pfälzer Kurfürsten zum Calvinismus im Wesentlichen reformiert wurde.

## Sehenswürdigkeiten
- Martinskirche (Autobahnkirche)

## Wirtschaft und Infrastruktur

### Weinbau
Waldlaubersheim gehört zum Weinbaubereich Nahetal im Anbaugebiet Nahe. Etwa 74 % des angebauten Weines sind Weißweinrebsorten (Stand 2010). Im Jahre 1979 waren noch 25 Betriebe tätig, im Jahr 2021 waren es lediglich noch drei Weinbaubetriebe. Die Rebfläche hat sich jedoch in dem Zeitraum von 53 ha auf 106 ha verdoppelt. Überwiegend sind auf diesen Rebflächen Müller-Thurgau und Silvaner angepflanzt. Mehr als die Hälfte der Anbauflächen in Waldlaubersheim werden durch Winzer der umliegenden Orte betrieben.

### Gewerbepark

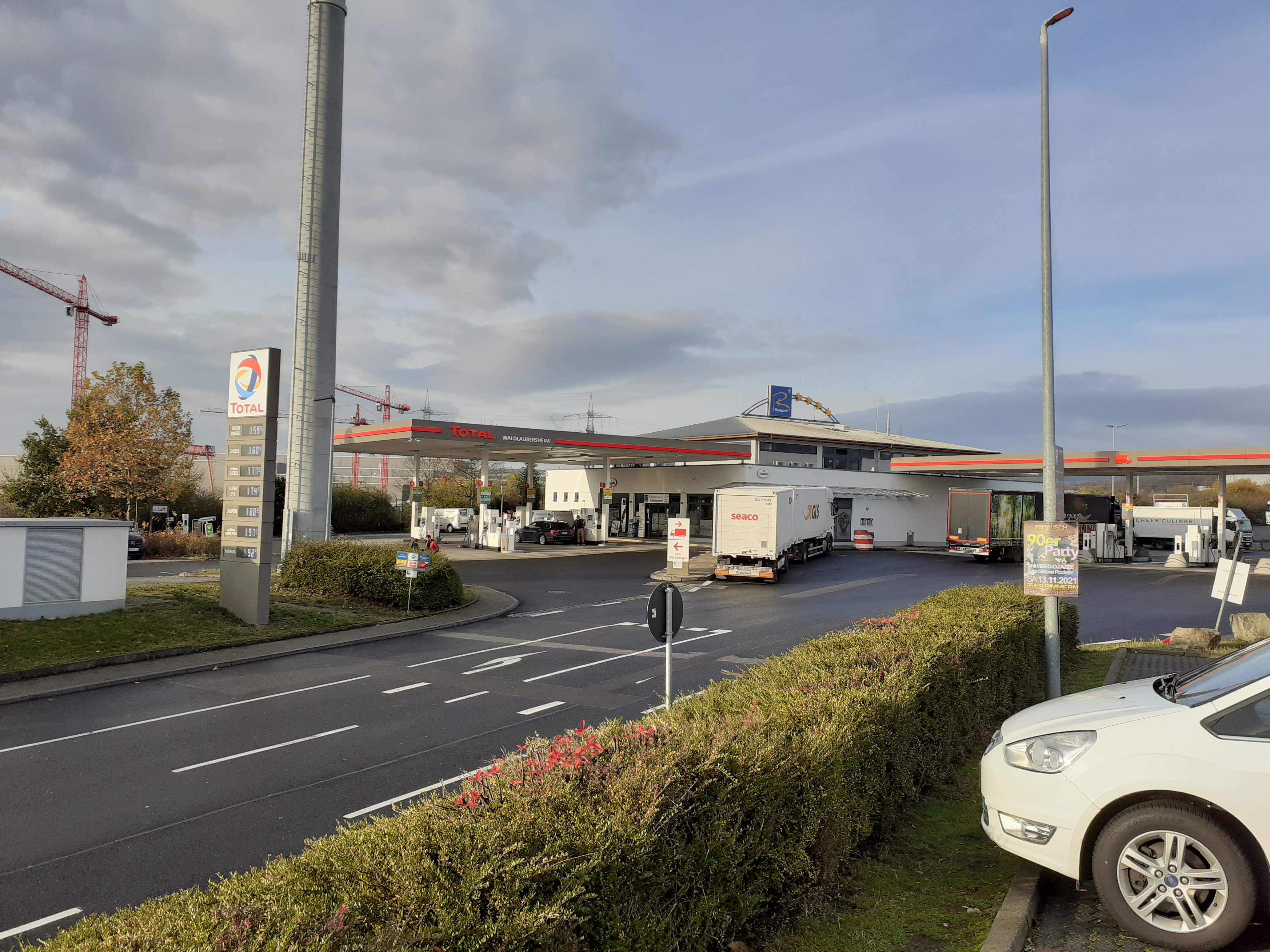
Blick auf den Waldlaubersheimer Autohof im November 2021

Wirtschaftliche Bedeutung hat der im Jahr 2000 erschaffende und südlich der A 61 gelegene Gewerbepark (ca. 85 ha), von dem etwa 30 Betrieben bis zum Verkauf aller Grundstück im Dezember 2020 rund 1000 Arbeits- und Ausbildungsplätze geschaffen wurde. Das umsatzstärkste Unternehmen im Gewerbepark ist die Wilbert TowerCranes GmbH, das Turmdrehkränen produziert und handelt. Das Unternehmen ist der einzige Produzent von Turmkränen in Deutschland. Wilbert ist mittlerweile eine Tochterfirma des chinesischen Zoomlion Konzerns. Das mitarbeiterreichste Unternehmen ist die Großbäckerei Grünewald, die in der Region rund 40 Filialen betreibt. Darüber hinaus befinden sich weitere Unternehmen im Gewerbegebiet, überwiegend Unternehmen des tertiären Sektors, wie Logistikunternehmen, verschiedene Handwerksbetriebe, eine Tank- und Rastanlage, ein Zulieferbetrieb für die Flugzeugindustrie, Fahrzeughändler, eine Casino, ein Unternehmen zur Versektung.
Im Sommer 2020 wurde das Gewerbegebiet durch die Verlängerung der Straße „Lohrgraben“ in südliche Richtung um 5 Hektar erweitert. Dadurch kam es zur Ansiedlung von neuem dienstleitstungsorientiertem Gewerbe, darunter eine Tischlerei, ein Bauunternehmen, ein Autohaus und einem Systemgastronom.

#### Technische Einrichtungen
Erstmalig in Rheinland-Pfalz wurden im Waldlaubersheimer Gewerbegebiet folgende technischen Einrichtungen errichtet:
- die erste TESLA-Stromtankstelle im März 2015 am Autohof[24]
- die erste LKW-Reglementierungsanlage an der Autobahnausfahrt, die im Falle eines Staus die Abfahrt für LKWs sperrt[25]
- die erste NIO-Batterietauschanlage unweit des Autohofs[26]

#### Energieversorgung
Das Umspannwerk in Waldlaubersheim versorgt einen Großteil des Kreis Bad Kreuznach mit Strom. Die durch Waldlaubersheim verlaufende 380-kV Leitung Rommerskirchen–Bürstadt–Hoheneck transportiert den Strom des Kraftwerk Neurath in Richtung Südwesten. In dem Amprion Umspannwerk in Waldlaubersheim wird die Stromspannung von 380 kV auf 110 kV umgewandelt.

Die Ortsgemeinde plant zur Sicherung der Energieversorgung in der Region einen 20 Hektar großen Solarpark zu errichten.

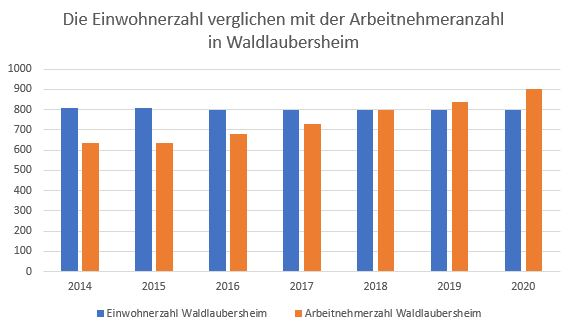
Die Einwohnerzahl (blau) verglichen mit den gemeldeten Arbeitnehmern (orange), die in Waldlaubersheim arbeiteten zwischen den Jahren 2014 und 2020

### Kennzahlen
In Waldlaubersheim arbeiteten Dezember 2022 knapp 1000 Menschen, davon sind mit 97 % die meisten Pendler. Diese wohnen überwiegend in dem nahegelegenen konjunkturschwächeren Hunsrück und der Soonwald-Region. Die Beschäftigung in Waldlaubersheim steigt konstant positiv, besonders die der ausländischer Arbeitnehmer in Logistik und Transport ist im Aufwärtstrend, überwiegend kommen diese aus Zentraleuropa (überwiegend Polen und Ungarn). Um 19 % Differenz sind mehr Männer als Frauen im Ort berufstätig, im Gegensatz dazu leben geringfügig mehr Frauen vor Ort.

## Verkehr

### Autobahn
Im Südwesten verläuft die A 61. Täglich verkehren an der Anschlussstelle Waldlaubersheim rund 58.000 Fahrzeuge (Stand: 2015) in beide Fahrtrichtungen. Grund dafür ist das nahe gelegene Autobahndreieck Nahetal, welches eine Verbindung in das Rhein-Main Gebiet ermöglicht. Im Bereich Waldlaubersheim ist die Autobahn überwiegend vierspurig ausgebaut, ein sechsspuriger Ausbau ist geplant.

### Westumfahrung

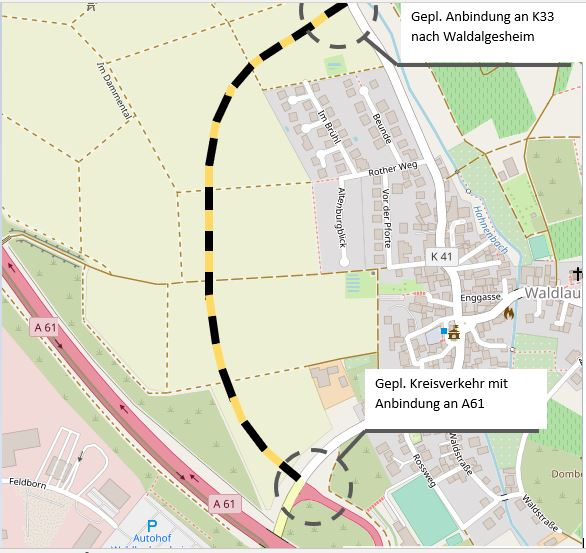
Geplanter Verlauf der Westumfahrung

Die Ortsgemeinde ist belastet durch Verkehr, der durch die Staus auf der Autobahn ausgelöst, auf Grund der engen Straßen zu Beschädigungen an Häusern und zu Ruhestörungen führt. Noch während des Baus des Gewerbegebiets kam die Idee zu einer Ortsumgehungsstraße auf, um den Ortskern zu entlasten. Diese soll westlich der Ortsgemeinde verlaufen und die Autobahnabfahrt mit dem Ortsausgang Waldlaubersheim (Richtung Waldalgesheim) verbinden. Die 1,2 km lange Straße konnte bislang auf Grund fehlender Haushaltsmittel nicht realisiert werden.

### Öffentlicher Personennahverkehr
Waldlaubersheim ist Teil des Rhein-Nahe-Nahverkehrsverbund. Dieser betreibt mit der KRN die stündlich verkehrende Linie 234, die den Ort mit Bingen und Bad Kreuznach verbindet. Zu Randzeiten verkehrt die Linie lediglich bis in das zwei Kilometer entfernte Windesheim, welches an der zur Reaktivierung geplanten Hunsrückquerbahn liegt. Der nächste höherrangige Bahnhof ist der Binger Hauptbahnhof.
Im Gewerbegebiet verläuft parallel zur Autobahn die Rhein-Main Pipeline der RMR.

## Persönlichkeiten
- Ernst Weymar (1920–1986), Geschichtsdidaktiker